# Good Girl Gone Bad Tour
Good Girl Gone Bad Tour — другий концертний тур співачки Ріанни на підтримку її третього студійного альбому «Good Girl Gone Bad». Під час туру вона виконувала пісні з нового альбому, а також пісні з двох попередніх альбомів. На розігріві у Ріанни виступали такі зірки як Akon у Північній Америці, Ciara і David Jordan у Великій Британії і деяких європейських концертах, Кріс Браун на концертах в Океанії.
Шоу містили демонстрацію костюмів Ріанни й через це були внесені коригування в сет-лист протягом усього туру. Через демонстрацію співачкою одягу на сцені, тур отримав змішані відгуки від музичних критиків.
17 червня вийшло DVD з шоу в Манчестері під назвою «Good Girl Gone Bad».

## Відкриття
- Akon (тільки Північна Америка)
- Kardinal Offishall (тільки Канада)
- Ray Lavender (Лондон, Канада)
- Кет ДеЛуна (Лінкрофт)
- Ciara (Європа, Велика Британія — всі шоу)[1]
- DanceX (Деякі концерти туру)
- David Jordan (Європа, Велика Британія — всі шоу)[1]
- Кріс Браун (Океанія)[1]
- María José (Мексика)

## Сет-лист

### Канада/Північна Америка (2007)
1. «Pon de Replay»
2. «Break It Off» (соло версія)
3. «Let Me»
4. «Rehab»
5. «Breakin' Dishes»
6. «Is This Love» (кавер Боба Марлі)
7. «Kisses Don't Lie»
8. «Scratch»
9. «SOS»
10. «Good Girl Gone Bad»
11. «Hate That I Love You» (соло версія)
12. «Unfaithful»
13. «Sell Me Candy»
14. «Don't Stop The Music»
15. «Shut Up and Drive»
16. "Umbrella

### Європа (2007)
1. «Pon de Replay»
2. «Break It Off» (соло версія)
3. «Let Me»
4. «Rehab»
5. «Breakin' Dishes»
6. «Is This Love» (кавер Боба Марлі)
7. «Kisses Don't Lie»
8. «Scratch»
9. «SOS»
10. «Good Girl Gone Bad»
11. «Hate That I Love You» (соло версія)
12. «Unfaithful»
13. «Sell Me Candy»
14. «Don't Stop The Music»
15. «Push Up on Me»
16. «Shut Up and Drive»
17. «Question Existing»
18. "Umbrella

### Європа (2008)
1. «Pon de Replay»
2. «Break It Off» (соло версія)
3. «Let Me»
4. «Rehab»
5. «Breakin' Dishes»
6. «Scratch»
7. «SOS»
8. «Good Girl Gone Bad»
9. «Hate That I Love You» (соло версія)
10. «Unfaithful»
11. «Don't Stop The Music»
12. «Push Up on Me»
13. «Shut Up and Drive»
14. «Question Existing»
15. «Umbrella»

### Азія/Океанія/Мексика
• Кріс Браун виступав на розігріві зі своїм сет-листом. 
• Марія Хосе виступила зі своїми 4 піснями на розігріві.
1. Intro/«Disturbia» (містить семпли зі «Sweet Dreams (Are Made of This)» та уривки зі «Seven Nation Army»)
2. «Breakin' Dishes»
3. «Break It Off» (соло версія без Sean Paul) (вибрані дати)
4. «Let Me» (вибрані дати)
5. «Rehab»
6. Medley: «Pon de Replay» (вибрані дати), «Paper Planes» (кавер M.I.A.), «Doo Wop (That Thing)» (кавер Lauryn Hill — лише з попурі на деяких концертах), «Live Your Life» (соло версія без T.I. — лише з попурі на деяких концертів)
7. «Scratch»
8. «SOS»
9. «Good Girl Gone Bad»
10. «Hate That I Love You» (соло версія без Ne-Yo/також спільно з David Bisbal в Мексиці)
11. «Unfaithful»
12. «Don't Stop the Music»
13. «Push Up On Me» (вибрані дати)
14. «Shut Up and Drive»
15. «Take a Bow»
16. «Umbrella» (Cinderella ремікс, з Крісом Брауном на деяких шоу)
17. Outro

## Дати концертів
| Північна Америка   |               |                 |                                       |
| 15 вересня 2007[A] | Ванкувер      | Канада          | GM Place                              |
| 17 вересня 2007    | Гранд-Прері   | Канада          | Canada Games Arena                    |
| 18 вересня 2007    | Калгарі       | Канада          | Stampede Corral                       |
| 19 вересня 2007    | Саскатун      | Канада          | Credit Union Centre                   |
| 22 вересня 2007    | Торонто       | Канада          | Molson Amphitheatre                   |
| 23 вересня 2007    | Лондон        | Канада          | John Labatt Centre                    |
| 24 вересня 2007    | Монреаль      | Канада          | Bell Centre                           |
| 25 вересня 2007    | Квебек        | Канада          | Pavillon de la Jeunesse               |
| 27 вересня 2007    | Монктон       | Канада          | Moncton Coliseum                      |
| 28 вересня 2007    | Сент-Джон     | Канада          | Harbour Station                       |
| 30 вересня 2007    | Галіфакс      | Канада          | Halifax Metro Centre                  |
| 2 жовтня 2007      | Арлінгтон     | США             | Texas Hall                            |
| 5 жовтня 2007      | Рочестер      | США             | RIT Gordon Field House                |
| 11 жовтня 2007     | Нью-Йорк      | США             | Nokia Theatre                         |
| 13 жовтня 2007     | Лінкрофт      | США             | Robert J. Collins Arena               |
| 18 жовтня 2007     | Стейт Колледж | США             | Bryce Jordan Center                   |
| 19 жовтня 2007 [B] | Філадельфія   | США             | Wachovia Center                       |
| 20 жовтня 2007     | Фінікс        | США             | Arizona Veterans Memorial Coliseum    |
| 23 жовтня 2007     | Лос-Анджелес  | США             | House of Blues                        |
| Європа             |               |                 |                                       |
| 11 листопада 2007  | Париж         | Франція         | Zenith                                |
| 13 листопада 2007  | Мюнхен        | Німеччина       | Zenith                                |
| 14 листопада 2007  | Базель        | Швейцарія       | St. Jakobshalle                       |
| 20 листопада 2007  | Кельн         | Німеччина       | Palladium                             |
| 21 листопада 2007  | Амстердам     | Нідерланди      | Heineken Music Hall                   |
| 22 листопада 2007  | Брюссель      | Бельгія         | Forest National                       |
| 23 листопада 2007  | Франкфурт     | Німеччина       | Jahrhunderthalle                      |
| 24 листопада 2007  | Белград       | Сербія          | Belgrade Arena                        |
| 26 листопада 2007  | Берлін        | Німеччина       | Columbiahalle                         |
| 27 листопада 2007  | Братислава    | Словаччина      | Sibamac Arena                         |
| 30 листопада 2007  | Софія         | Болгарія        | Prince Alexander of Battenberg Square |
| 1 грудня 2007[C]   | Ішгль         | Австрія         | Top of the Mountain Concert           |
| 2 грудня 2007      | Дублін        | Ірландія        | RDS Simmonscourt                      |
| 3 грудня 2007      | Белфаст       | Велика Британія | Odyssey Arena                         |
| 6 грудня 2007      | Манчестер     | Велика Британія | Manchester Arena                      |
| 7 грудня 2007      | Шеффілд       | Велика Британія | Sheffield Arena                       |
| 13 грудня 2007     | Ньюкасл       | Велика Британія | Metro Radio Arena                     |
| 14 грудня 2007     | Глазго        | Велика Британія | SECC                                  |
| 16 грудня 2007     | Лондон        | Велика Британія | Wembley Arena                         |
| 17 грудня 2007     | Брайтон       | Велика Британія | The Brighton Centre                   |
| 18 грудня 2007     | Бірмінгем     | Велика Британія | National Exhibition Centre            |
| 19 грудня 2007     | Кардіфф       | Велика Британія | Cardiff International Arena           |
| 20 грудня 2007     | Ноттінгем     | Велика Британія | Trent FM Arena                        |
| 26 лютого 2008     | Дублін        | Ірландія        | RDS Simmonscourt                      |
| 27 лютого 2008     | Дублін        | Ірландія        | RDS Simmonscourt                      |
| 2 березня 2008     | Белфаст       | Велика Британія | Odyssey Arena                         |
| 3 березня 2008     | Абердин       | Велика Британія | Aberdeen Exhibition Centre            |
| 5 березня 2008     | Ліверпуль     | Велика Британія | Echo Arena                            |
| 6 березня 2008     | Борнмут       | Велика Британія | Bournemouth International Centre      |
| 7 березня 2008     | Лондон        | Велика Британія | The O2 Arena                          |
| 10 березня 2008    | Копенгаген    | Данія           | Ballerup Super Arena                  |
| 12 березня 2008    | Стокгольм     | Швеція          | Hovet                                 |
| 14 березня 2008    | Гельсінкі     | Фінляндія       | Hartwall Areena                       |
| 16 березня 2008    | Таллін        | Естонія         | Saku Suurhall                         |
| 17 березня 2008    | Рига          | Латвія          | Arena Riga                            |
| 19 березня 2008    | Варшава       | Польща          | Torwar Hall                           |
| 20 березня 2008    | Прага         | Чехія           | T-Mobile Arena                        |
| 22 березня 2008    | Дюссельдорф   | Німеччина       | Philipshalle                          |
| 23 березня 2008    | Москва        | Росія           | Olympic Stadium                       |
| Азія               |               |                 |                                       |
| 5 квітня 2008      | Тіба          | Японія          | Makuhari Messe                        |
| Північна Америка   |               |                 |                                       |
| 4 липня 2008[D]    | Новий Орлеан  | США             | Louisiana Superdome                   |
| Африка             |               |                 |                                       |
| 12 липня 2008      | Касабланка    | Марокко         | Stade Mohammed V                      |
| Європа             |               |                 |                                       |
| 15 липня 2008[E]   | Мілан         | Італія          | Piazza Repubblica                     |
| Океанія            |               |                 |                                       |
| 27 жовтня 2008     | Окленд        | Нова Зеландія   | Vector Arena                          |
| 28 жовтня 2008     | Окленд        | Нова Зеландія   | Vector Arena                          |
| 29 жовтня 2008     | Веллінгтон    | Нова Зеландія   | TSB Bank Arena                        |
| 31 жовтня 2008     | Брисбен       | Австралія       | Brisbane Entertainment Centre         |
| 1 листопада 2008   | Брисбен       | Австралія       | Brisbane Entertainment Centre         |
| 3 листопада 2008   | Аделаїда      | Австралія       | Adelaide Entertainment Centre         |
| 4 листопада 2008   | Мельбурн      | Австралія       | Rod Laver Arena                       |
| 5 листопада 2008   | Мельбурн      | Австралія       | Rod Laver Arena                       |
| 7 листопада 2008   | Сідней        | Австралія       | Acer Arena                            |
| 8 листопада 2008   | Сідней        | Австралія       | Acer Arena                            |
| 9 листопада 2008   | Сідней        | Австралія       | Acer Arena                            |
| 11 листопада 2008  | Перт          | Австралія       | Burswood Dome                         |
| Азія               |               |                 |                                       |
| 13 листопада 2008  | Сингапур      | Сінгапур        | Singapore Indoor Stadium              |
| 16 листопада 2008  | Тагіг         | Філіппіни       | The Fort Bonifacio Open Field         |
| Північна Америка   |               |                 |                                       |
| 22 січня 2009      | Монтеррей     | Мексика         | Arena Monterrey                       |
| 24 січня 2009      | Мехіко        | Мексика         | Palacio de los Deportes               |

### Музичні фестивалі й інші виступи
A  Концерт є частиною Beat Bash
B  Концерт є частиною 2007 Power House Concert
C  Концерт є частиною Ischgl Open Season
D  Концерт є частиною фестивалю Essence Music Festival (2008)
E  Концерт є частиною MTV Mobile Bang Concert